# Jason Light
Jason Light (Jacksonville, ...) è un wrestler statunitense che combatte per la Ohio Valley Wrestling.

## Carriera

### Ohio Valley Wrestling (2011 - Presente)
Jason Light firma un contratto con la Ohio Valley Wrestling nel gennaio 2011 e debutta il 26 dello stesso mese perdendo contro James Thomas. Una settimana dopo, ottiene una title shot per l'OVW Television Championship, ma viene sconfitto dal campione Mohamad Ali Vaez. Inizia poi una faida con quest'ultimo che li porta a due match: uno viene vinto da Wayne e l'altro, valido ancora per il titolo, viene vinto da Wayne ma per Count-Out, quindi il titolo rimane a Vaez. Nei tapings del 23 marzo, insieme a Jamin Olivencia e Rudy Switchblade, sconfigge Adam Revolver, Mohamad Ali Vaez e Ted McNaler. Dopo aver sconfitto Shiloh Jonze, Elvis Pridemoore, Randy Terrez e Rudy Switchblade, ottiene una shot per gli OVW Southern Tag Team Championship insieme a Michael Hayes, ma vengono sconfitti dai campioni Adam Revolver & Ted McNaler. Tuttavia, il 2 luglio, Wayne sconfigge Mike Mondo nella finale di un torneo e vince l'OVW Heavyweight Championship. Qui, inizia una Undefeated Streak che dura fino al 9 agosto, quando perde un match di coppia insieme a Johnny Spade contro Andreas Rossi e Lennox Norris. Lo stesso Rossi, batte poi Wayne in un No DQ Match ma poi, nel match con il titolo in palio, è Wayne a vincere. Il 21 settembre, vince anche il Television Title strappandolo ad Adam Revolver in un match era in palio anche l'Heavyweight Title di Wayne. Da qui, inizia a difendere entrambi i titoli, ma il titolo Television lo perde solo dopo 15 giorni contro Rocco Bellagio che, in seguito alla sua vittoria, prova a strappargli anche l'Heavyweight Title ma non ci riesce. Nei tapings del 26 ottobre, vince un match di coppia insieme a Nick Dinsmore contro Rudy Switchblade e Mike Mondo. Successivamente, Dinsmore sfida però Wayne per l'Heavyweight Title e quest'ultimo perde il titolo. Prova a riconquistare il titolo nei tapings del 7 dicembre, sfidando il campione Rudy Switchblade in un No DQ Match che però viene vinto da Switchblade, che mantiene l'alloro. Il 14 dicembre, Wayne vince in coppia con Mike Mondo, contro Marcus Anthony e Rudy Switchblade, ma la settimana seguente, perde insieme a Jamin Olivencia contro Anthony e Jessie Godderz. Nei primi tapings del 2012, partecipa ad una battle royal che viene vinta da Ted McNaler. Allo speciale Saturday Night Special - Steel Cage Apocalypse, Wayne vince un 6-Man Tag Team Match insieme a Johnny Spade e Shiloh Jonze, contro Jessie Godderz, Marcus Anthony e Rudy Switchblade. All'Elizabethtown Show del 14 gennaio, Wayne vince anche un 8-man tag team match insieme a Jimbo Onno, Sean Conway e Elvis Pridemoore contro Adam Revolver, Christopher Silvio, Assassin 2 e Assassin 3. Il 18 gennaio, ha l'opportunità di riconquistare il titolo OVW, ma vince solo per squalifica contro il campione Rudy Switchblade. Dopo aver perso contro Rob Terry, vince insieme a Paredyse contro Jessie Godderz e Rudy Switchblade. Il 1º febbraio, sconfigge Mohamad Ali Vaez e al Saturday Night Special del 4 febbraio, Wayne, Johnny Spade, Shiloh Jonze e Paredyse vincono due 8-Man Elimination Tag Team Match: uno contro Christopher Silvio, Lennox Norris, Sean Casey e Tony Gunn e l'altro contro Brandon Espinoza, Jessie Godderz, Mohamad Ali Vaez e Rudy Switchblade. Il 22 febbraio, fa il sostituto di Johnny Spade nel difendere i titoli di coppia insieme a Shiloh Jonze, ma i due perdono contro Jessie Godderz e Rob Terry. Dopo questa sconfitta, Wayne si prende tre mesi di pausa e ritorna il 16 maggio, battendo Christopher Silvio. Al Saturday Night Special del 2 giugno, batte Silvio per count-out e anche un 2 out of 3 falls match, finisce in squalifica. Dopo aver perso un Triple Treath Match in favore di Cliff Compton. Il 7 luglio, al Saturday Night Special, Wayne partecipa ad uno Steel Cage 5 contro 5 valido per il titolo OVW che vedeva contrapposti Abyss, James Thomas, Johnny Spade, Michael Hayes e Trailer Park Trash contro Jack Black, Jason Wayne, Joe Coleman, Rob Terry e Rocco Bellagio. A spuntarla è Spade che diventa il nuovo OVW Champion. Dopo aver perso uno Scramble Match a 6 uomini, fa coppia con Rocco Bellagio, battendo Jack Black e Joe Coleman. Il 25 luglio, Wayne e Bellagio perdono contro Adam Revolver e Ted McNaler.

### Altre promotion
Wayne, oltre a combattere nella OVW, lotta, anche se raramente, per altre promotion come la Squared Circle Wrestling, dove il 13 aprile, fa coppia con Sgt. Slaughter, battendo Mohamad Ali Vaez e Omar Akbar per squalifica. Il giorno dopo, l'episodio si ripete, anche combattendo in coppia con Jim Duggan. Il 28 luglio 2012, ad un evento della American Pro Wrestling Alliance, fa parte del Team Ring Ka King insieme a Luke Gallows, Michael Elgin, Sonjay Dutt e The Conganese Nightmare e i cinque battono il Team locale della APWA, composto da Chance Prophet, Crimson, Gunner, ONYX e Viper.

## Finisher e trademarks
- Full Nelson Slam
- Side Walk Slam
- Running Lariat
- Powerbomb
- Standing dropkick
- Snap DDT
- Scoop Slam

## Titoli e riconoscimenti
Ohio Valley Wrestling
- OVW Heavyweight Championship (1)
- OVW Television Championship (1)
- OVW Southern Tag Team Championship (2 - con Crimson)

Pro Wrestling Illustrated
- 422º tra i 500 migliori wrestler singoli nella PWI 500 (2012)